# Zichorienfabrik Ludwig Otto Bleibtreu

Werbung der Zichorienfabrik Ludwig Otto Bleibtreu im Jahr 1906

Die Ludwig Otto Bleibtreu Cichorienkaffee- und Kaffee-Essenz-Fabrik war ein Unternehmen zur Herstellung von Zichorienkaffee in Braunschweig. Es wurde im Jahr 1781 gegründet und stellte 1909 seinen Betrieb ein. Die Zichorienfabrik Bleibtreu war die erste Fabrik für Kaffeeersatz aus der Wurzel der Gemeinen Wegwarte (auch Zichorie genannt).

## Geschichte

Ludwig Otto Bleibtreu

Als Erfinder des Zichorienkaffees gelten der Major Christian von Heine aus Holzminden und der Braunschweiger Gastwirt Christian Gottlieb Förster († um 1801). Beide erhielten im Jahr 1769/70 eine Konzession für die Produktion von Zichorienkaffee in Braunschweig und Berlin. Die Einstellung der Betriebe erfolgte jedoch bereits in den frühen 1770er Jahren.
Als ihr Nachfolger etablierte sich Ludwig Otto Bleibtreu (* 1752; † 26. August 1820), ein ehemaliger Lakai des Herzogs Ferdinand von Braunschweig-Wolfenbüttel (1721–1792).
In Braunschweig erhielt Bleibtreu im Jahr 1781 ein herzogliches Privileg zur Herstellung von Zichorienkaffee. Mit eigenen Ersparnissen errichtete er zunächst in der engbebauten Braunschweiger Innenstadt eine Produktionsstätte. Dort klagten die Nachbarn über den durch die Fabrik verursachten Rauch und er verlegte 1793 den Sitz seiner Firma vor die damaligen Stadtgrenzen, an die heutige Mühlenpfordtstraße vor dem Wendentor.
In der Zichorienfabrik Ludwig Otto Bleibtreu wandelte sich die erst noch stark handwerklich geprägte Herstellung in eine arbeitsteilige Großproduktion. Die gereinigten Wurzeln der Zichorie wurden zerkleinert und auf einer Darre getrocknet. Danach wurden sie, ähnlich wie echte Kaffeebohnen, in eisernen Trommeln geröstet und abschließend in einer von Pferden angetriebenen Mühle zu feinem Pulver gemahlen. Auf diese Weise konnten täglich 18 Zentner (etwa 840 kg) Zichorienkaffee erzeugt werden.
Die Stadt Braunschweig entwickelte sich schnell zu einem frühen Zentrum der Zichorienkaffeeherstellung. Bereits um 1795 bestanden dort 22 bis 24 Betriebe dieser Art, von denen sich die Firma Bleibtreu als bedeutendste behauptete. Der ehemalige Kammerdiener Ludwig Otto Bleibtreu zählte um 1800 zu den wohlhabendsten Bürgern der Stadt Braunschweig.
Schon 1803 übergab Bleibtreu die Firmenleitung an seinen erst zwanzigjährigen Adoptivsohn Carl Friedrich Franquet (1783–1851). Die napoleonische Kontinentalsperre begünstigte in den Jahren 1806 bis 1814 den Absatz von Zichorienkaffee. In den 1830er Jahren wurde ein weiterer Betrieb in Halberstadt gegründet.
Bis in das 20. Jahrhundert verwendete das Unternehmen die Werbeaussage: „erste und älteste Kaffeesurrogatfabrik Deutschlands“. Das Unternehmen befand sich bis 1909 in Familienbesitz. Unter den Nachfolgern der Inhaberfamilie wurden die Produktionsanlagen stillgelegt. Die Marke „Ludwig Otto Bleibtreu“ wurde bis Ende der 1930er weitergeführt.
Heute befinden sich auf dem ehemaligen Betriebsgelände der Zichorienfabrik Gebäude der Technischen Universität Braunschweig.